# Elpidifor (Lambriniadis)
Elpidofor, imię świeckie Joanis Lambriniadis (ur. 1967 w Stambule) – grecki biskup prawosławny służący w jurysdykcji Patriarchatu Konstantynopolitańskiego, od 2019 arcybiskup Ameryki.

## Życiorys
Jest absolwentem studiów teologicznych na Uniwersytecie Arystotelesa w Salonikach, które ukończył w 1991, oraz filozoficznych na uniwersytecie w Bonn, które ukończył w 1993. Rok później w katedrze św. Jerzego w Stambule został wyświęcony na diakona, zaś w 1995 mianowano go zastępcą sekretarza Świętego Synodu Patriarchatu Konstantynopolitańskiego. W latach 1996–1997 odbywał studia podyplomowe w Instytucie św. Jana Damasceńskiego w Balamand, gdzie uczył się również języka arabskiego. W 2001 obronił na Uniwersytecie Arystotelesa dysertację doktorską poświęconą Sewerowi z Antiochii i soborowi chalcedońskiemu. W 2005 został I sekretarzem Świętego Synodu Patriarchatu Konstantynopolitańskiego, zaś patriarcha konstantynopolitański Bartłomiej I wyświęcił go na kapłana.
Działał w ruchu ekumenicznym jako jeden z współsekretarzy (przedstawiciel strony prawosławnej) w Międzynarodowej Komisji Dialogu Teologicznego między Kościołem prawosławnym a Kościołami luterańskimi. Brał udział w pracach Konferencji Kościołów Europejskich oraz Światowej Rady Kościołów.
W marcu 2011 został nominowany na metropolitę pruskiego. W tym samym roku mianowano go namiestnikiem stauropigialnego monasteru Trójcy Świętej na wyspie Heybeliada (tradycyjna nazwa grecka – Chalki). W przypadku ponownego otwarcia seminarium duchownego na Chalki, które znajduje się przy tymże monasterze (w tej sprawie Patriarchat Konstantynopolitański prowadził negocjacje z rządem tureckim) metropolitę Elpidofora typowano na jego nowego rektora.
Jego chirotonia biskupia odbyła się 20 marca 2011 w katedrze św. Jerzego w Stambule pod przewodnictwem patriarchy konstantynopolitańskiego Bartłomieja. Brali w niej udział hierarchowie nie tylko Patriarchatu Konstantynopolitańskiego i innych Kościołów prawosławnych tradycji greckiej, ale i biskupi Rosyjskiego Kościoła Prawosławnego.
W maju 2019 r. stanął na czele archidiecezji Ameryki.